# Fordon
Ej att förväxla med Farkost. För andra betydelser, se Fordon (olika betydelser)

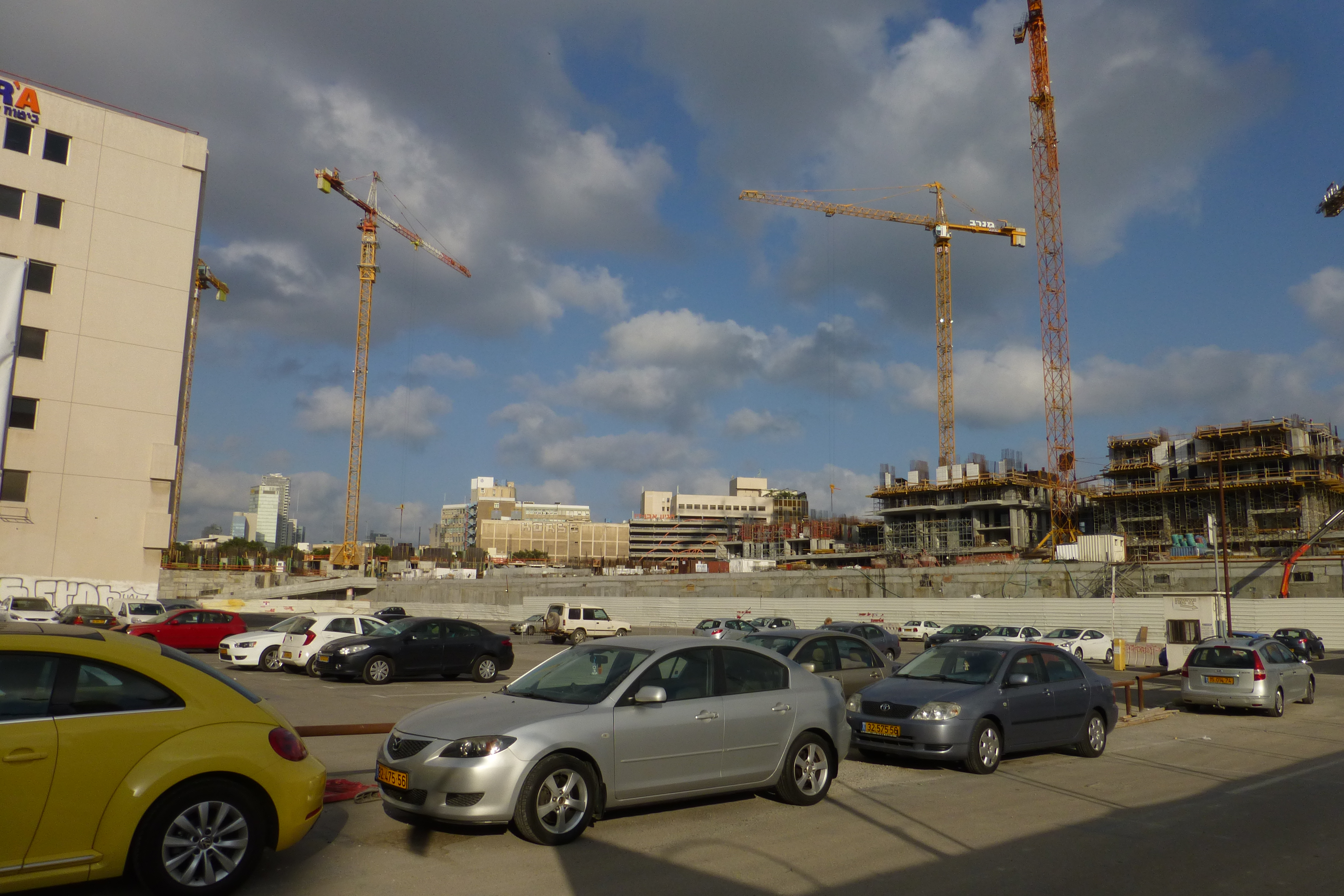
Fordon

Fordon (av fora och don) är ett transportmedel som används för att transportera gods och/eller människor och djur på land.. Exempel på fordon är vagn, cykel, bil och släde. Fordon som går på räls benämns järnvägsfordon, övriga fordon kallas vägfordon.
Hjälpmedel som elrullstolar anses vanligen inte vara fordon då deras syfte är att minimera ett funktionshinder och så långt som möjligt ge brukaren samma förflyttningsmöjligheter som en frisk gående. 
En trampbil eller sparkcykel för barn kallas lekfordon och får framföras på gångbana.

## Lagstiftning

### Sverige
Den lagstadgade definitionen av flertalet fordonstyper finns i lagen (2001:559) om vägtrafikdefinitioner och förordningen (2001:651) om vägtrafikdefinitioner.
Enligt svensk lag delas fordon in i motordrivet fordon, släpfordon, efterfordon, cyklar, sidvagnar, hästfordon och övriga fordon.
Fordon enligt 1 kap. 5 § 13 stycket tullagen (2000:1281) är transportmedel som är inrättat för färd på marken och inte löper på skenor samt svävare när den framförs över marken.